# Chichester
Chichester je město v hrabství West Sussex na jihu Anglie 70 km jihozápadně od Londýna. Je administrativním centrem distriktu Chichester, převážně venkovské oblasti s více než 100 000 obyvateli, hlavním městem hrabství West Sussex a bývalým sídelním městem historického království Sussex. Žije zde přibližně 30 000 obyvatel.

## Historie
V době vlády Římanů se centrum města nacházelo tam kde původně bylo Noviomagus Regensium, centrum Civitas Reginorum a poblíž Fishbournova paláce. Podle Anglosaské kroniky bylo dobyto Alelem ze Sussexu na konci 5. století a bylo pojmenováno po jeho synovi Cissovi. Stalo se hlavním městem království Sussex. Cesta vybudovaná Římany (současná Stane Street) spojovala Fishbournův palác s Londýnem a vedla přes centrum města. Pravoúhlý systém ulic ve městě, který zavedli již Římané, s centrem ve středověkém tržišti byl dále rozvíjen. Větší část původních městských hradeb se zachovala až do současnosti.

## Doprava
Chichester je dosažitelný z ostatních částí země především dálnicemi A259 a A27. Železniční stanice v Chichesteru se nachází na West Coastway Line a vlaková spojení z Chichesteru směřují do Brightonu, Londýna, na Letiště Gatwick do Portsmouthu, Southamptonu a Basingstoke.

## Kultura
Chichester je pozoruhodný z architektonického hlediska. Podél hlavních i vedlejších ulic se nachází mnoho Georgiánských budov. Jeho katedrála je jedna z nejpozoruhodnějších v zemi. Patronem města je svatý Richard z Chichesteru. Hlavní kulturní událostí ve městě je každoroční Chichester Festivities, kulturní, umělecký a hudební festival trvající tři týdny pořádaný v červenci.
Chichesterská katedrála je zasvěcena svaté trojici a obsahuje hrobku z ostatky svatého Richarda z Chichesteru. Tato hrobka vybudovaná z křehkého místního kamene se nenadále zhroutila a v 19. století byla znovu postavena. V chrámové lodi jsou patrné zbytky mozaikové podlahy z dob Římanů. Neobvyklost katedrály v rámci Velké Británie je v tom, že zvonice je zvláštní věž několik metrů od budovy chrámu .
Ve městě se nachází světoznámé Chichesterské festivalové divadlo, jehož představení v letní sezóně přitahují největší hvězdy mezi herci, scenáristy i režiséry z celého světa a jsou považována za jednu z nejdůležitějších divadelních akcí Velké Británie.
Nejznámější galerií v Chichesteru je Pallant House Gallery obsahující velkou sbírku uměleckých děl a od roku 2006 i sbírku profesora Colina St John Wilsona.
Chichesterský symfonický orchestr, založený již roku 1881, hraje důležitou úlohu v kulturním životě města a udržuje tradici provozování klasické hudby ve městě.
Hlavní událostí hudebního života ve městě je Chichester RAJF, čtyřdenní hudební festival pořádaný každoročně v červenci v stanech v Priory Parku poblíž cechovního domu z 13. století. Festival byl založen roku 1981 z prostředků věnovaných členy Chichesterského hokejového klubu. Původně byl zaměřen na pouze na jazzovou hudbu ale postupně rozšířil svůj záběr i na blues, R&B a některé jiné směry populární hudby. V poslední době se ho účastná asi 2 000 účinkujících mezi jinými například i James Brown, Status Quo, Blondie, Boney M, Hot Chocolate, Howard Jones, Go West, Pretenders nebo Simple Minds.

## Vzdělání
V Chichesteru sídlí mnoho základních a středních škol mezi jinými Bishop Luffa School, Central Church of England Junior School, Chichester High School for Girls, Chichester High School for Boys, Lancastrian Infant School, Prebendal School (založená roku 1497), Rumboldswhyke Church of England Infant School a St Richards Roman Catholic Primary School.
Chichesterská univerzita (původně Bishop Otter College, později University College Chichester) obdržela nedávno status samostatné univerzity. Tato škola se více zaměřuje na akademické vzdělání.
Chichester College (původně  Chichester College of Arts, Science and Technology) poskytuje vzdělání jak základního směru tak i kursy k dosažení akademické hodnosti zaměřené na kvalifikaci pro průmyslové obory.